# Смоке Мардељано
Милош Стојановић (Београд, 22. април 1991), познатији по свом сценском имену Смоке Мардељано, српски је репер.

## Живот
Рођен је и живи у Београду. Одрастао на Вождовцу, у крају који се назива Вијетнам, што често истиче у интервјуима. Његова животна прича је изузетно тешка. Смоке Мардељано је дете београдског асфалта. Као тинејџер био је у крушевачком поправном дому. Тамо је носио број 9625, научио пекарски и алатничарски занат и почео озбиљно да се бави репом, у импровизованом студију, названом глува соба. Стефан Веселиновић и Петар Петровић су 2016. године снимили филм о Милошу Стојановићу под називом Ја репујем - Смоке Мардељано. Данас је један од најпопуларнијих репера на Балкану.

## Музика
До сада је објавио један ЕП и четири албума. Сарађивао са бројним реп-музичарима у региону, пре свега са Сијамом и Прти Бе Геом, Тимбетом, Бваном, Струком, Ирс-ом, Трилијаном, и многим другим. Држао концерте широм бивше Југославије. Члан је хип хоп скупине Мрак Клан заједно са Повлом, Кижом и Џибонијем. Често борави у Осијеку, у Хрватској, где другује са пријатељима, реперима и тренира кунг фу.

## Дискографија
- 2012.  (Лтдфм Мјузик)
- 2015. Знаш ме знам те (Лтдфм Мјузик)
- 2017. Ја репујем
- 2019. То је реп
- 2023. Смоке Мардељано и Ајс Нигрутин - Кад говеда утихну
- 2023. Нека тече